# Mistrzostwa Europy w Hokeju na Trawie Kobiet 2007
8. Mistrzostwa Europy w Hokeju na Trawie Kobiet odbyły się w dniach 18- 25 sierpnia 2007 w Manchesterze. 

## Uczestnicy

### Grupa A
- Anglia
- Holandia
- Irlandia
- Włochy

### Grupa B
- Azerbejdżan
- Hiszpania
- Niemcy
- Ukraina

## Wyniki

### Faza grupowa

#### Grupa A
| Data - Czas         |          |          | Wynik |
| ------------------- | -------- | -------- | ----- |
| 18 sierpnia – 13:30 | Anglia   | Irlandia | 3:0   |
| 18 sierpnia – 17:45 | Holandia | Włochy   | 9:1   |
| 20 sierpnia – 13:00 | Włochy   | Anglia   | 0:4   |
| 20 sierpnia – 15:00 | Holandia | Irlandia | 6:0   |
| 21 sierpnia – 15:00 | Irlandia | Włochy   | 3:0   |
| 21 sierpnia – 19:00 | Holandia | Anglia   | 1:0   |

Tabela
| Miejsce | Kraj     | Gry | Bramki | Punkty |
| ------- | -------- | --- | ------ | ------ |
| 1       | Holandia | 3   | 16:1   | 9      |
| 2       | Anglia   | 3   | 7:1    | 6      |
| 3       | Irlandia | 3   | 3:9    | 3      |
| 4       | Włochy   | 3   | 1:16   | 0      |

#### Grupa B
| Data – Czas         |           |             | Wynik |
| ------------------- | --------- | ----------- | ----- |
| 18 sierpnia – 11:00 | Hiszpania | Ukraina     | 4:1   |
| 18 sierpnia – 13:00 | Niemcy    | Azerbejdżan | 7:1   |
| 20 sierpnia – 9:00  | Hiszpania | Azerbejdżan | 2:2   |
| 20 sierpnia – 11:00 | Niemcy    | Ukraina     | 7:0   |
| 21 sierpnia – 13:00 | Ukraina   | Azerbejdżan | 1:3   |
| 21 sierpnia – 17:00 | Niemcy    | Hiszpania   | 1:0   |

Tabela
| Miejsce | Kraj        | Gry | Bramki | Punkty |
| ------- | ----------- | --- | ------ | ------ |
| 1       | Niemcy      | 3   | 15:1   | 9      |
| 2       | Hiszpania   | 3   | 6:4    | 4      |
| 3       | Azerbejdżan | 3   | 6:10   | 4      |
| 4       | Ukraina     | 3   | 2:14   | 0      |

### Faza zasadnicza

#### Mecze o miejsca 5-8
| Data - Czas         |          |             | Wynik |
| ------------------- | -------- | ----------- | ----- |
| 23 sierpnia – 12:00 | Irlandia | Ukraina     | 2:1   |
| 23 sierpnia – 14:00 | Włochy   | Azerbejdżan | 0:1   |
| 25 sierpnia – 10:00 | Włochy   | Ukraina     | 1:0   |
| 25 sierpnia – 12:00 | Irlandia | Azerbejdżan | 1:2   |

Tabela
| Miejsce | Kraj        | Gry | Bramki | Punkty |
| ------- | ----------- | --- | ------ | ------ |
| 5       | Azerbejdżan | 3   | 6:2    | 9      |
| 6       | Irlandia    | 3   | 6:3    | 6      |
| 7       | Włochy      | 3   | 1:4    | 3      |
| 8       | Ukraina     | 3   | 2:6    | 0      |

#### Półfinały
| Data - Czas         |          |           | Wynik |
| ------------------- | -------- | --------- | ----- |
| 23 sierpnia – 16:00 | Holandia | Hiszpania | 3:0   |
| 23 sierpnia – 18:30 | Niemcy   | Anglia    | 2:1   |

#### Mecz o 3. miejsce
| Data - Czas         |        |           | Wynik |
| ------------------- | ------ | --------- | ----- |
| 25 sierpnia – 14:00 | Anglia | Hiszpania | 3:2   |

#### Finał
| Data - Czas         |          |        | Wynik |
| ------------------- | -------- | ------ | ----- |
| 25 sierpnia – 16:30 | Holandia | Niemcy | 0:2   |

### Końcowa kolejność
| Poz. | Państwo     |
| ---- | ----------- |
|      | Niemcy      |
|      | Holandia    |
|      | Anglia      |
| 4    | Hiszpania   |
| 5    | Azerbejdżan |
| 6    | Irlandia    |
| 7    | Włochy      |
| 8    | Ukraina     |